# Phostria nubilis
Phostria nubilis là một loài bướm đêm trong họ Crambidae.